# Castello di Oron
Il castello di Oron (in francese Château d'Oron) si trova nel comune di Oron, nel canton Vaud, Svizzera. Si tratta di un bene culturale d'importanza nazionale, la cui costruzione iniziò nel XII secolo.